# エレクトリック・モータースポート
エレクトリック・モータースポート（Electric Motorsport）は、2001年10月に創業したアメリカ合衆国カリフォルニア州アラメダに本社を置く電動車両の開発を行う企業である。2009年にはマン島TTレースTTZeroで優勝している。
電動バイクをはじめ自転車やATV、船外機の電動化に力を入れている。

## 製品
- Native S/Z6R